# Bulbul verdós de Shelley
El Bulbul verdós de Shelley (Arizelocichla masukuensis) és una espècie d'ocell de la família dels picnonòtids (Pycnonotidae). Habita els boscos de les muntanyes del nord-est, centre i sud de Tanzània i nord de Malawi. El seu estat de conservació es considera de risc mínim.

## Taxonomia
Segons el Handook of the Birds of the World i la quarta versió de la BirdLife International Checklist of the birds of the world (Desembre 2019), el bulbul verdós de Shelley presenta quatre subespècies: (A.m. roehli, masukuensis, kakamegae i kungwensis). Tanmateix, en la llista mundial d'ocells del Congrés Ornitològic Internacional (versió 13.2, juliol 2023) les dos darreres subespècies es considera que conformen una espècie separada: Arizelocichla kakamegae.